# イッツ・ア・ビューティフル・デイ (ミュージシャン)
イッツ・ア・ビューティフル・デイ（英語：It's a Beautiful Day）は、1967年にカリフォルニア州サンフランシスコで結成されたアメリカのバンド。ヴァイオリニストのデヴィッド・ラフレイムと妻でキーボード担当のリンダ・ラフレイムとともに、ボーカリストのパティ・サントスをフィーチャーしている。 
若くしてユタ交響楽団でソリストとして演奏したことがあるデヴィッド・ラフレイムは、かつてオルクストラ (Orkustra)というグループで5弦ヴァイオリンを弾いていた。その他の初期イッツ・ア・ビューティフル・デイのメンバーは、ハル・ワグネット（ギター）、ミッチェル・ホルマン（ベース）、ヴァル・フェンツ（ドラム）だった。彼らは1967年の社会現象であったサマー・オブ・ラブから登場する最古の、最も重要なサンフランシスコのバンドの一つだったが、このバンドは同時代のつながりがあるグレイトフル・デッド、ジェファーソン・エアプレイン、そしてサンタナのような成功には至らなかった。バンドは最初の7年間にロック、ジャズ、フォーク、クラシック、ワールド＝ビート・スタイルのユニークなブレンドを作り上げた。 

## 初期の歴史：1967年–1969年
バンドの元マネージャーであるマシュー・カッツは、以前はロック・バンドのジェファーソン・エアプレインおよびモビー・グレープと働いていた。バンドのメンバーは、他の2つのバンドがすでにカッツとのビジネス関係を終わらせようとしていることを知らなかった。1967年から1968年初頭にかけて、カッツはサンフランシスコでのイッツ・ア・ビューティフル・デイのパフォーマンスを止めさせ、バンドの準備ができていないと告げた。カッツは、以前はアンコール・ボールルームとして知られていたワシントン州シアトルにあるクラブで彼らの最初の公開を予約した。カッツはクラブの名前をサンフランシスコ・サウンドに変更した。シアトルにいる間、グループはカッツが所有する古い家の屋根裏部屋に住んでおり、クラブのパフォーマンスの間に新しい曲を書いたりリハーサルをしていた。1967年12月のシアトルでのバンドの契約期間にクラブに来た顧客はほとんどいなかった。 
バンドの代表曲「ホワイト・バード」は、シアトルに住んでいたときにデヴィッドとリンダ・ラフレイムが経験したことに触発されたものである。バンドの名前に皮肉なひねりを加えたこの悲しい歌は、シアトルの雨の多い冬の天候に一部インスパイアされている。後のインタビューでデヴィッド・ラフレイムは次のように述べている。
| 「 | 『ホワイト・バード』はどこから来たのか……私たちはあの屋根裏部屋にいる鳥のようでした。お金も交通手段もなかったし、天気は悲惨だった。私たちに提供された非常に小さな食糧の割り当てをかろうじて得ていました。それはかなりの経験でしたが、ある意味で非常に創造的でした。 | 」 |

グループのメンバーがサンフランシスコに戻った頃には、彼らはお金がなく、カッツが自分のキャリアを操作しようとしたことに失望していた。必死になって、彼らはカッツの承認なしにいくつかのクラブでプレーを始めた。バンドは徐々に認知され、ギャラを稼ぎ始めた。1968年10月4日にカリフォルニア州オークランドにあるオークランド・コロシアムでクリームのオープニング・アクトを演奏する機会を得たことで、バンドは最初の大きなブレークを得た。この頃、バンドは初めてカッツとの関係を解消するための長いプロセスを開始した。 
デビュー・アルバム『イッツ・ア・ビューティフル・デイ』は、カリフォルニア州ロサンゼルスでラフレイムがプロデュースして制作され、1969年にコロムビア・レコードから発表された。「ホワイト・バード (White Bird)」、「ホット・サマー・デイ (Hot Summer Day)」、「タイム・イズ (Time Is)」などの楽曲が含まれている。アルバムは全米アルバムチャートで47位と全英アルバムチャートで58位に達した。ラフレイムのボーカルとヴァイオリン、サントスのボーカルがFMラジオの注目を集め、全国的には「ホワイト・バード」がビルボードのBillboard Hot 100のすぐ下に浮上し、118位に達した。「ボンベイ・コーリング (Bombay Calling)」の主題は無表記のまま、翌1970年6月に発表されたディープ・パープルのアルバム『ディープ・パープル・イン・ロック』に収録された「チャイルド・イン・タイム」の冒頭部にテンポを遅くして使われた。 
同年8月、彼等はウッドストック・フェスティバルに招かれた。マイケル・ラングがグレイトフル・デッドを出演させるようにビル・グラハムと交渉すると、グラハムはラングが既に出演を管理している2つのバンドのうちの1つを出演させるようにと主張した。ラングは彼等ともう一方のバンドのテープを聴いて自分では決められなくなってコイン投げを行なった結果、彼等は退けられ、サンタナが出演して一晩でスターになった。 
同年後半、ラフレイム夫妻は離別し、リンダが脱退した。 

## 1970年代以降
1970年にフレッド・ウェッブが加入した。セカンド・アルバム『マリイング・メイデン』はサンフランシスコのパシフィック・ハイ・レコーディング・スタジオで録音されて同年6月に発表され、アメリカでは28位、イギリスでは45位と、彼等にとって最も大きなチャートでの成功をおさめた。収録曲「ドン・アンド・デューイ」は地域のラジオでヒットを記録した。 
彼等は同月にオランダ・ロッテルダムのクラリングセ・ボスで開催されたオランダ・ポップ・フェスティバルとイングランドのサマセット州シェプトン・マレットで開催されたブルースとプログレッシブ・ミュージックのバス・フェスティバル、7月5日にはジョージア州バイロンで推定250,000人が参加した第2回アトランタ国際ポップ・フェスティバルに出演した。パティ・サントスは「ホワイト・バード」、「ホット・サマー・デイ」、「イルカの歌」でリード・ボーカルを歌った。 
1971年3月にはトム・ファウラーとビル・グレゴリーを迎え、サンフランシスコのKSAN FMラジオで初めてのライブ放送を行い、ホストのトム・ドナヒューが2人を新メンバーとして紹介した。7月、バンドはサンフランシスコのフィルモア・ウェストに出演した最後のアーティストの1つだった。「ホワイト・バード」のパフォーマンスは、音楽ドキュメンタリー映画『フィルモア』(1972年)の一部として登場した。 
バンドは1971年にスタジオ・アルバム『チョイス・クオリティ・スタッフ / エニータイム』、1972年にライブ・アルバム『ライブ・アット・カーネギー・ホール』、そして1973年にアルバム『トゥデイ』とレコーディングを続けた。ヴァイオリニストのグレゴリー・ブロッホがイタリアのプログレッシブ・ロック・グループ、プレミアータ・フォルネリア・マルコーニと、後にサタデー・ナイト・ライブ・バンドに参加するため離脱し、解散することになる1974年までツアーを行った。1976年、ラフレイムのソロ・バージョンの「ホワイト・バード」はBillboard Hot 100をとうとう突破して89位となった。パティ・サントスは、夫で元グループ・ベーシストのバド・コックレル（パブロ・クルーズの元ベーシストでもある）と共に1977年にコックレル&サントスを結成し、1989年12月14日にイッツ・ア・ビューティフル・デイは親睦や特別なコンサートのために時々再結成した。カッツがバンド名の商標更新を放棄するまで、バンドの音楽は「イッツ・ア・ビューティフル・デイ」と同様に「デイヴィッド・ラフレイム・バンド」という名前とで続けられた。
2000年以降、イッツ・ア・ビューティフル・デイは、創設者のデヴィッド・ラフレイムとオリジナル・ドラマーのヴァル・フェンツをフィーチャーしている。他のバンド・メンバーは、ラフレイムが1974年に出会った現在の妻、リンダ・ベイカー・ラフレイム（ボーカル）、トビー・グレイ（ベースとプロデューサー）、グレイ・トーマス（キーボードとプロデューサー）、ロブ・エスピノーサ（ギター）、マイケル・プリチャード（パーカッション）である。彼らは今日も演奏を続け、ラフレイムはジェファーソン・スターシップが2008年にリリースした『Jefferson's Tree of Liberty』に貢献している。このメンバーは、これまでバンドの楽曲を演奏した中で最長の継続的なグループだった。2014年、ロブ・カニンガムがリード・ギターのエスピノーサと交代した。 
曲「ホワイト・バード」は、ウィル・スミスとマーゴット・ロビーが主演する2015年の映画『フォーカス』で使用され、エマ・ロバーツ、エヴァン・ピーターズ、ジョン・キューザックが出演する2013年の『アダルト・ワールド』でも使用された。アルバム・ジャケットも1ショットで表示された。 

## 「ホワイト・バード」のカバー
「ホワイト・バード」は、『ナイトライダー』の同名のエピソード（シーズン1、エピソード19、1983年3月4日、日本版サブタイトルは「危機一髪!ナイト2000 窮地の女性を救え」）で使用された。 
この曲は、『ナイトライダー』の2つのエピソード「Let It Be」（1984年5月13日、シーズン2、エピソード23、同「ビデオテープは死のサイン！芸能界潜入！マイケル歌手に!!」）、および「The Scent of Roses」（1986年1月3日、エピソード4、エピソード3、同「復讐の鎮魂歌・さらばナイト2000」）でも取り上げられた。 
3つのエピソードすべてで、マイケル・ナイトとステファニー・”スティービー”・メイソン（第2シーズンのエピソードではマーチ姓を名乗る）のキャラクター間の愛のテーマを表している。 
ヴァイオリニストのヴァネッサ・メイによる「ホワイト・バード」のバージョンは2001年にリリースされ、全英シングルチャートで66位に達した。 
この歌はブルーグラスのミュージシャン、サム・ブッシュによっても録音されている。 

## パーソネル
現在のメンバー
- リンダ・ベイカー・ラフレイム（別名ドミニク・デラクロワ） – ボーカル（1997年–現在）
- ゲイリー・トーマス – キーボード、ボーカル（2000年–現在）
- ロブ・エスピノーサ – ギター、ボーカル（2000年–2014年、2020年-現在）
- スティーヴン・バルベルデ – ベース（2020年-現在）
- プレストン・スロール – ドラムス（2020年-現在）

旧メンバー
- デヴィッド・ラフレイム – ヴァイオリン、ボーカル（1967年–1973年、1997年–現在;死去2023）
- パティ・サントス – ボーカル、パーカッション（1967年–1974年;死去1989）
- ミッチェル・ホルマン – ベース（1967年–1971年と何度かの再加入）
- ハル・ワグネット – ギター（1968年–1971年プラスいくつかの再会）
- リンダ・ラフレイム – キーボード、バックグラウンドボーカル、タンバリン（1967年–1970年）
- フレッド・ウェッブ – キーボード（1970年–1974年; 1990年に死亡）
- トム・ファウラー – ベース（1971年–1973年）
- ビル・グレゴリー – ギター（1971年–1974年）
- バド・コックレル – ベース（1973年; 2010年に死亡）
- グレッグ・ブロック – ヴァイオリン、マンドリン（1974年;死去1987年）
- ラルフ・ベンクス – ドラムス（1973年–1975年）
- ロブ・カニンガム – ギター（2014年-2020年）
- トビー・グレイ – ベース（2000年–2020年）
- ヴァル・フェンツ – ドラムス（1967年–1974年、1997年–2020年）

年表

## ディスコグラフィ

### スタジオ・アルバム
- 『イッツ・ア・ビューティフル・デイ』 - It's a Beautiful Day (1969年) ※全米アルバムチャート47位 / 全英アルバムチャート 58位、1970年（米国：ゴールド[9]）
- 『マリイング・メイデン』 - Marrying Maiden (1970年) ※全米アルバムチャート28位 / 全英アルバムチャート45位、1970年
- 『チョイス・クオリティ・スタッフ / エニータイム』 - Choice Quality Stuff / Anytime (1971年) ※全米アルバムチャート130位
- 『トゥデイ』 - It's a Beautiful Day... Today (1973年) ※全米アルバムチャート114位
- Beyond Dreams (2003年)
- Misery Loves Company (2005年)

### ライブ・アルバム
- 『ライヴ・アット・カーネギー・ホール』 - It's a Beautiful Day at Carnegie Hall (1972年)
- Live in Seattle (2003年)
- 『ライヴ・アット・ザ・フィルモア1968』 - Live at the Fillmore '68 (2013年、Classic Music Vault) ※DVD The David LaFlamme Story付属

### コンピレーション・アルバム
- 1001 Nights (1974年)
- It's a Beautiful Day/Marrying Maiden (1998年) ※2in1再発

### デヴィッド・ラフレイム・ソロ・アルバム
- White Bird (1977年、Amherst Records)
- Inside Out (1978年、Amherst Records)

### シングル
- "Bulgaria" / "Aquarian Dream" (1968年) San Francisco Sound 7
- "White Bird" / "Wasted Union Blues" (1969年) Columbia 44928
- "Soapstone Mountain" / "Good Lovin'" (1970年) Columbia 45152
- "The Dolphins" / "Do You Remember the Sun" (1970年) Columbia 45309
- "Anytime" / "Oranges and Apples" (1972年) Columbia 45536
- "White Bird" (live) / "Wasted Union Blues" (live) (1973年) Columbia 45788
- "Ain't That Lovin' You Baby" / "Time" (1973年) Columbia 45853
- "Place of Dreams" / Choice Quality Stuff/Anytime (1971年)